# Fundición Tipográfica Neufville
Fundición Tipográfica Neufville (auch bekannt unter dem Namen Neufville Typefoundry) war eine der führenden Schriftgießereien des 19. Jahrhunderts mit Sitz in Barcelona. Georg Hartmann leitete ab 1898 die Bauersche Gießerei (1837–1972) und die Fundición Tipográfica Neufville. Die Schriften wurden vorwiegend für den spanischen und amerikanischen Markt gegossen. 1972 übernahm die Fundición Tipográfica Neufville die Matrizen der Bauerschen Gießerei und führte das Gußprogramm weiter. Im Laufe der Zeit setzte sich Der Offsetdruck durch und verdrängte zunehmend den Bleisatz. Nachfolger beider Firmen wurden 1995 Bauer Types, SL und Neufville Digital.